# Karin von Schweder-Schreiner
Karin von Schweder-Schreiner (Pseudonym: Karin Schreiner; * 22. Oktober 1943 in Posen) ist eine deutsche Übersetzerin.

## Leben
Karin von Schweder-Schreiner absolvierte ein Studium des Portugiesischen und Französischen am „Auslands- und Dolmetscherinstitut“ in Germersheim, heute Fachbereich Translations-, Sprach- und Kulturwissenschaft, FB 6, der Universität Mainz. Sie schloss ihre Ausbildung 1969 mit dem Grad eines Diplom-Übersetzers ab. Anschließend war sie als Fremdsprachenkorrespondentin tätig. Seit 1978 ist sie freie Übersetzerin. Nach Aufenthalten in Schweden, Frankreich, Portugal und von 1981 bis 1984 in Brasilien lebt sie heute in Hamburg. 
Karin von Schweder-Schreiner übersetzt belletristische Werke aus dem Portugiesischen, Englischen, Französischen und Schwedischen ins Deutsche; der Schwerpunkt ihrer Arbeit liegt auf der Übersetzung brasilianischer Autoren. 
Karin von Schweder-Schreiner ist Mitglied im Verband deutschsprachiger Übersetzer literarischer und wissenschaftlicher Werke, VdÜ. Neben mehreren Stipendien erhielt sie 1990 und 2005 einen Hamburger Förderpreis für Literatur und Literarische Übersetzungen, 1994 den internationalen Übersetzerpreis des brasilianischen Kultusministeriums sowie 2006 den Albatros-Literaturpreis der Bremer Günter-Grass-Stiftung.

## Übersetzungen
- Jorge Amado: Der gestreifte Kater und die Schwalbe Sinhá, München 1987
- Jorge Amado: Tocaia Grande, München 1987
- Jorge Amado: Die Werkstatt der Wunder, Frankfurt, M. 2012
- Manuel Bandeira: Der Weg nach Pasárgada, Frankfurt am Main 1985
- Barnabás Bosshart, drei Welten, Bern 2007 (übersetzt zusammen mit Martina Dervis)
- Maria Isabel Barreno: „Der gestohlene Diamant“ und ein Interview mit der Autorin von Ribeiro Cardoso, Frankfurt/M. 1997
- Maria Alice Barroso: Wer tötete Pacífico?, Zürich 1991
- Yaw M. Boateng: Die Rückkehr, Olten [u. a.] 1982
- Barnabás Bosshart: Alcântara, Schaffhausen [u. a.] 1989 (übersetzt zusammen mit Paul G. Grote)
- Chico Buarque: Budapest, Frankfurt am Main 2006
- Chico Buarque: Der Gejagte, München [u. a.] 1994
- Chico Buarque: Vergossene Milch, Frankfurt, M. 2013
- Antônio Callado: Expedition Montaigne, Köln 1991
- Antonio Callado: Lucinda, Köln 1985
- Antonio Callado: Quarup, Köln 1988
- Myriam Campello: São-Sebastião-Blues, Dortmund 1998
- Luís Cardoso: Chronik einer Überfahrt, Berlin 2001
- Louis-Michel Carpentier: Die Toyoten, Reinbek bei Hamburg
  - 1. Das verflixte Ungeheuer, 1981
  - 2. Barnabas, wo steckst du?, 1982
- Bernardo Carvalho: Dreihundert Brücken, München 2013
- Bernardo Carvalho: In São Paulo geht die Sonne unter, München 2009
- Bernardo Carvalho: Mongólia, München 2007
- Bernardo Carvalho: Neun Nächte, München 2006
- Paulo Castilho: Rituale der Leidenschaft, Freiburg 1995
- Peter Churchill: Pferde und reiten, Reinbek bei Hamburg 1981
- Doc Comparato: Von der Entdeckung des Paradieses, Frankfurt am Main 2000
- Mia Couto: Das schlafwandelnde Land, Frankfurt am Main 1994
- Mia Couto: Unter dem Frangipanibaum, Berlin 2000
- Daniachew Worku: Die dreizehnte Sonne, Olten [u. a.] 1980
- Rubem Fonseca: Der Abkassierer, München [u. a.] 1989
- Rubem Fonseca: Bufo & Spallanzani, München [u. a.] 1987
- Rubem Fonseca: Grenzenlose Gefühle, unvollendete Gedanken, München [u. a.] 1991
- Rubem Fonseca: Mord im August, München [u. a.] 1994
- Rubem Fonseca: Das vierte Siegel, München [u. a.] 1989
- Paulo Freire: Dialog als Prinzip, Wuppertal 1980
- Paulo Freire: Pädagogik der Solidarität, Wuppertal 1974 (übersetzt unter dem Namen Karin Schreiner)
- Paul Galdone: Der gestiefelte Kater, Reinbek bei Hamburg 1978
- Luiz Alfredo Garcia-Roza: Das Schweigen des Regens, Berlin 2003
- Luiz Alfredo Garcia-Roza: Südwestwind, Berlin 2004
- Luiz Alfredo Garcia-Roza: Die Tote von Ipanema, Berlin 2003
- Teolinda Gersão: Landschaft mit Frau und Meer im Hintergrund, München 1985
- Teolinda Gersão: Das Schweigen, München 1987
- Milton Hatoum: Asche vom Amazonas, Frankfurt, M. 2008
- Milton Hatoum: Brief aus Manaus, Frankfurt am Main 2002
- Milton Hatoum: Emilie oder Tod in Manaus, München [u. a.] 1992
- Milton Hatoum: Die Waisen des Eldorado, Berlin 2009
- Milton Hatoum: Zwei Brüder, Frankfurt am Main 2002
- Lídia Jorge: Die Decke des Soldaten, Frankfurt am Main 2000
- Lídia Jorge: Die Küste des Raunens, Frankfurt am Main 1993
- Lídia Jorge: Eine Liebe, Frankfurt am Main 1998
- Lídia Jorge: Milene, Frankfurt am Main 2005
- Lídia Jorge: Nachricht von der anderen Seite der Straße, Frankfurt am Main 1990
- Lídia Jorge: Paradies ohne Grenzen, Frankfurt am Main 1999
- Hans Kresse: Die Indianer, Reinbek bei Hamburg
  - 7. Das Unheil des Goldes, 1980
  - 8. Der Preis der Freiheit, 1981
- Carl Larsson: Unser Haus, Hamburg 1977 (übersetzt unter dem Namen Karin Schreiner)
- Carl Larsson: Unser Hof, Hamburg 1977 (übersetzt unter dem Namen Karin Schreiner)
- Carl Larsson: Unsere Familie, Hamburg 1980 (übersetzt unter dem Namen Karin Schreiner)
- Der Lauf der Sonne in den gemäßigten Zonen, St. Gallen [u. a.] 1991 (übersetzt zusammen mit Marianne Gareis)
- Arnold Lobel: Frosch und Kröte bei jedem Wetter, Reinbek bei Hamburg 1977 (übersetzt unter dem Namen Karin Schreiner)
- Arnold Lobel: Frosch und Kröte und ihr Drachen, Reinbek bei Hamburg 1981
- Lya Luft: Die Frau auf der Klippe, Stuttgart 1994
- Lya Luft: Gezeiten des Glücks, Berlin 2005
- Lya Luft: Wochenende mit Familie, Stuttgart 1992
- Helena Marques: Raquels Töchter, Freiburg 1997
- Helena Marques: Die Reise nach Malta, München 2001
- Fernando Morais: Der Magier, Zürich 2010 (übersetzt zusammen mit Maralde Meyer-Minnemann)
- Solomon M. Mutswairo: Feso, Olten [u. a.] 1980
- Lygia Bojunga Nunes: Angelika, Hamburg 1985 (übersetzt unter dem Namen Karin Schreiner)
- Lygia Bojunga Nunes: Die Freunde, Hamburg 1985 (übersetzt unter dem Namen Karin Schreiner)
- Lygia Bojunga Nunes: Das geblümte Sofa, Hamburg 1984 (übersetzt unter dem Namen Karin Schreiner)
- Lygia Bojunga Nunes: Die gelbe Tasche, Hamburg 1983 (übersetzt unter dem Namen Karin Schreiner)
- Lygia Bojunga Nunes: Das Haus der Tante, Hamburg 1984 (übersetzt unter dem Namen Karin Schreiner)
- Lygia Bojunga Nunes: Maria auf dem Seil, Hamburg 1983 (übersetzt unter dem Namen Karin Schreiner)
- Lygia Bojunga Nunes: Mein Freund, der Maler, Hamburg 1986 (übersetzt unter dem Namen Karin Schreiner)
- Lygia Bojunga Nunes: Tschau, Hamburg 1986 (übersetzt unter dem Namen Karin Schreiner)
- Lygia Bojunga Nunes: Wir drei, Hamburg 1988 (übersetzt unter dem Namen Karin Schreiner)
- Thea Oljelund: Polly, München
  - 3. Gefahr auf dem Pferdehof, 1987
- Marcelo Rubens Paiva: Sprung in der Sonne, Reinbek bei Hamburg 1986
- Bill Peet: Bufo, das kleine Großhorn, Reinbek bei Hamburg 1980
- Pelé: Mein Leben, Frankfurt am Main 2006
- Fernando Pessoa: Lissabon, Frankfurt am Main 1995
- Domitille de Préssensé: Emilie und Christine, Reinbek bei Hamburg 1980
- Domitille de Préssensé: Eva und Christine, Reinbek bei Hamburg 1980
- Domitille de Préssensé: Eva und die Schmetterlinge, Reinbek bei Hamburg 1980
- Manuel Puig: Herzblut erwiderter Liebe, Frankfurt am Main 1985
- Marcos Rey: Memoiren eines Gigolo, Stuttgart 1987
- Marcos Rey: Seifenopfer, brasilianisch, Stuttgart 1990
- Edgard Telles Ribeiro: Die Brasilianerin, Berlin 1995
- João Ubaldo Ribeiro: Das Lächeln der Eidechse, Frankfurt am Main 1994
- Avril Rowlands: Letty, Hamburg 1985
- José Saramago: Claraboia oder Wo das Licht einfällt, Hamburg 2013
- José Saramago: Kain, Hamburg 2011
- José Saramago: Die portugiesische Reise, Reinbek 2003 (übersetzt zusammen mit Nicolai von Schweder-Schreiner)
- José Saramago: Das Tagebuch, Hamburg 2010 (übersetzt zusammen mit Marianne Gareis)
- José Saramago: Claraboia oder Wo das Licht einfällt, Hoffmann & Campe, Hamburg 2013, ISBN 978-3-455-40439-5.
- Moacyr Scliar: Die Ein-Mann-Armee, Stuttgart [u. a.] 1987
- Moacyr Scliar: Der Zentaur im Garten, Hamburg 1985
- Marjorie Weinman Sharmat: Mama liegt im Krankenhaus, Reinbek bei Hamburg 1976 (übersetzt unter dem Namen Karin Schreiner)
- David Sharp: Maschinen an Land, im Wasser, in der Luft, Reinbek bei Hamburg 1976 (übersetzt unter dem Namen Karin Schreiner)
- Jô Soares: Sherlock Holmes in Rio, Frankfurt am Main 1997
- Márcio Souza: Der fliegende Brasilianer, Sankt Gallen [u. a.] 1990
- Malba Tahan: Beremís' Welt, München [u. a.] 2011
- Hiroyuki Takahashi: Der schwarz-weiße Bär, Reinbek bei Hamburg 1981
- Tigerin und Leopard, Zürich 2003 (übersetzt zusammen mit Ray-Güde Mertin)
- José Roberto Torero: Das Land der Papageien, Frankfurt am Main 2000
- João Silvério Trevisan: Ana in Venedig, Frankfurt am Main 1997
- Yasuo Uchida: Die Schwalben, Reinbek bei Hamburg 1981
- Tatsuo Udagawa: Das Huhn, Reinbek bei Hamburg 1981
- Kenneth Ulyatt: Die Geschichte der Cowboys, Reinbek bei Hamburg 1977 (übersetzt unter dem Namen Karin Schreiner)
- Alice Vieira: Ab heute heiß ich Luís, Hamburg 1992 (übersetzt unter dem Namen Karin Schreiner)
- Alice Vieira: Rosa, meine Schwester Rosa, Hamburg 1991 (übersetzt unter dem Namen Karin Schreiner)
- Alice Vieira: Wenn Melinda träumt, Hamburg 1989 (übersetzt unter dem Namen Karin Schreiner)
- Minoru Yazima: Die Ameisen, Reinbek bei Hamburg 1981
- Zitronengras. Neue brasilianische Erzähler. Kiepenheuer & Witsch, Köln 1982, ISBN 3-462-01495-1